# La Livinière
La Livinière é uma comuna francesa na região administrativa de Occitânia, no departamento de Hérault. Estende-se por uma área de 31,56 km². Em 2010 a comuna tinha 529 habitantes (densidade: 16,8 hab./km²).